# سوبانگ
سوبانگ (اندونزیایی: Subang) شهری در استان جاوه غربی کشور اندونزی است. جمعیت این شهر بر اساس سرشماری سال ۱۹۹۰ میلادی، ۷۳٫۰۲۷ نفر و بر اساس سرشماری سال ۲۰۰۰ میلادی، ۱۰۷٫۹۴۱ بوده که در سال ۲۰۰۷ میلادی به ۱۳۸٫۴۶۱ نفر افزایش یافته‌است.